# کلارا بارتون

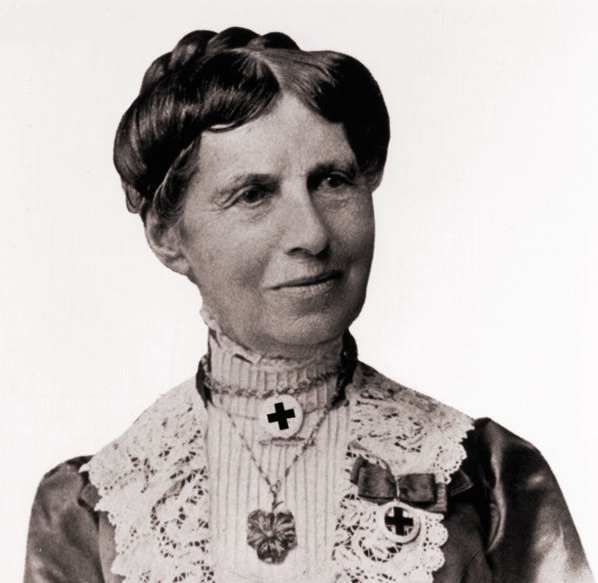

کلارا بارتون (به انگلیسی: Clara Barton) در سال ۱۸۲۱ در شهر آکسفورد از ایالت ماساچوست آمریکا متولد شد و پس از ۱۸ سال تدریس معلمی و ۵ سال کارهای دفتری به هنگام جنگ‌های انفصال از کار دست کشید و برای یاری دادن به سربازان زخمی و مجروحین جنگ، کار خود را شروع کرد. در سال ۱۸۷۰، زمانی که ۵۰ سال داشت، جنگی بین فرانسه و آلمان درگرفت و او در این جنگ به کمک سربازان مجروح هر دو طرف به جبهه رفت و از امپراتور آلمان نشان صلیب آهن گرفت.

## فعالیت‌ها
کلارا بارتون در آوریل سال ۱۸۶۱ همزمان با جنگ داخلی آمریکا کارش را آغاز کرد. او هنگام این نبردها یک آژانس برای جمع‌آوری و توزیع مناسب منابع به سربازان مجروح تأسیس کرد و به هردو جبهه شمال و جنوب کمک رسانی می‌کرد.
بعد از جنگ او به شخصیت محبوب و قابل احترامی در سراسر آمریکا تبدیل شد. او در سال ۱۸۸۱ صلیب سرخ آمریکا را تأسیس کرد و تا زمان مرگش مدیر آنجا بود.
زمانی که او ۱۶ ساله یک روانشناس به او پیشنهاد داد تا برای غلبه به کمرویی اش تدریس کند و او مدت ۱۰ سال به تدریس پرداخت زمانیکه از او برای تدریس در یک مدرسه خصوصی دعوت شد او نیاز جامعه به یک مدرسه رایگان را درک کرد و یکی از اولین مدارس دولتی رایگان را در آمریکا راه اندازی کرد.
او اسب سواری و تیراندازی را از برادران و پسر عموهایش آموخت و کارهای مردانه و بیرون از منزل برایش از کارهای منزل و امور مربوط به زنان جالب تر بود.
کلارا برتون در بسیاری از کنفرانس‌های بین اللملی صلیب سرخ نمایندگی آمریکا را بر عهده داشت و در سالهای بعد فداکاریهای زیادی برای نجات مردم بعمل آورد. او هرگز ازدواج نکرد و سرانجام در ۱۲ آوریل ۱۹۱۲ یعنی در سن ۹۰ سالگی در شهر گلن آکور در گذشت.

## کتابها
تاریخ رسمی صلیب سرخ، صلیب سرخ در جنگ و سرگذشت صلیب سرخ از کتابهای معروف کلارا بارتون می‌باشد.